# Ed Petersen
Edward „Ed“ Petersen (* 20. Mai 1952 in Evanston, Illinois) ist ein US-amerikanischer Musiker (Tenorsaxophon, Klarinette, Flöte, Arrangement) des Modern Jazz.

## Leben und Wirken
Petersen erwarb 1978 den Bachelor an der University of Illinois in Chicago; 1994 den Master-Abschluss in Jazzpädagogik an der Northwestern University; im Herbst dieses Jahres begann er an der University of New Orleans Musik zu unterrichten. Erste Aufnahmen entstanden, als ihn  Bradley Young für eine Studiosession mit Chet Baker hinzuzog (Chet in Chicago: The Legacy Vol. 5, ed. 2008). In New Orleans spielte er mit Francine Griffin und Ruth Brown (R+B = Ruth Brown). 1990 legte er bei Delmark Records sein Debütalbum Upward Spiral vor, das er mit Brad Williams, Fareed Haque, Rob Amster und Jeff Stitely eingespielt hatte. 1995 folgte The Haint (Delmark) und Von & Ed (Delmark, mIt Von Freeman, Willie Pickens, Brian Sandstrom, Robert ShIn).
In den folgenden Jahren spielte Petersen u. a. mit dem Frank Mantooth Jazz Orchestra, der Jazz Members Big Band sowie mit Irvin Mayfield & dem New Orleans Jazz Orchestra (NOJO), mit dem das Album Book One (2009) entstand, das 2010 einen Grammy Award als bestes Album eines Jazz-Großensembles erhielt. Im Bereich des Jazz war er laut Tom Lord zwischen 1986 und 2017 an 15 Aufnahmesessions beteiligt. Er hat viele Kompositionen und Arrangements für das NOJO geschrieben, darunter zwei Arrangements auf der CD Dee Dee's Feathers von Dee Dee Bridgewater. Edward Petersen ist Associate Chair am Fachbereich Musik und Koordinator des Jazzstudiengangs an der University of New Orleans.

## Diskographische Hinweise
- The Haint (Delmark Records, 1994)
- The Mission